# Festival di Cannes 2001
La 54ª edizione del Festival di Cannes si è svolta a Cannes dal 9 al 20 maggio 2001.
La giuria presieduta dall'attrice norvegese Liv Ullmann ha assegnato la Palma d'oro per il miglior film a La stanza del figlio di Nanni Moretti. L'ultimo precedente vincitore italiano era stato, nel 1978, Ermanno Olmi con L'albero degli zoccoli e la stessa Ullmann era presente nella giuria presieduta dal regista Alan J. Pakula.
Fra gli eventi di questa edizione, la presentazione fuori concorso di Apocalypse Now Redux, una nuova versione del film di Francis Ford Coppola che aveva vinto la Palma d'oro nel 1979.

## Selezione ufficiale

### Concorso
- Desert Moon, regia di Shinji Aoyama (Giappone)
- L'uomo che non c'era (The Man Who Wasn't There), regia di Joel Coen (USA)
- La Répétition - L'altro amore (La Répétition), regia di Catherine Corsini (Francia)
- Ritorno a casa (Vou Para Casa), regia di Manoel de Oliveira (Portogallo/Francia)
- La Chambre des officiers, regia di François Dupeyron (Francia)
- Éloge de l'amour, regia di Jean-Luc Godard (Francia/Svizzera)
- La pianista (La pianiste), regia di Michael Haneke (Germania/Polonia/Francia/Austria)
- Millennium Mambo, regia di Hou Hsiao Hsien (Taiwan)
- Acqua tiepida sotto un ponte rosso (Akai hashi noshitano nurui mizu), regia di Shōhei Imamura (Giappone)
- Shrek, regia di Vicky Jenson e Andrew Adamson (USA)
- Roberto Succo, regia di Cédric Kahn (Francia)
- Distance, regia di Hirokazu Kore-eda (Giappone)
- Moulin Rouge!, regia di Baz Luhrmann (Australia/USA)
- Mulholland Drive, regia di David Lynch (Francia/USA)
- Viaggio a Kandahar (Safar e Ghandehar), regia di Mohsen Makhmalbaf (Iran/Francia)
- La stanza del figlio, regia di Nanni Moretti (Italia)
- Il mestiere delle armi, regia di Ermanno Olmi (Italia)
- La promessa (The Pledge), regia di Sean Penn (USA)
- Pau i el seu germà, regia di Marc Recha (Spagna/Francia)
- Chi lo sa? (Va Savoir), regia di Jacques Rivette (Francia)
- Toro (Telets), regia di Aleksandr Sokurov (Russia)
- No Man's Land (Ničija zemlja), regia di Danis Tanović (Bosnia ed Erzegovina/Slovenia/Italia/Francia/Gran Bretagna/Belgio)
- Che ora è laggiù? (Ni nei pien chi tien), regia di Tsai Ming-liang (Taiwan/Francia)

### Fuori concorso
- Apocalypse Now Redux, regia di Francis Ford Coppola (USA)
- CQ, regia di Roman Coppola (USA)
- Cannibal Love - Mangiata viva (Trouble Every Day), regia di Claire Denis (Francia)
- Human Nature, regia di Michel Gondry (USA)
- ABC Africa, regia di Abbas Kiarostami (Iran)
- Sobibor - 14 Ottobre 1943, ore 16.00 (Sobibor, 14 Octobre 1943, 16 Heures), regia di Claude Lanzmann (Francia)
- Avalon, regia di Mamoru Oshii (Giappone/Polonia)
- Les Âmes fortes, regia di Raúl Ruiz (Francia)
- Il mio viaggio in Italia, regia di Martin Scorsese (Italia/USA)
- The Center of the World, regia di Wayne Wang (USA)

### Un Certain Regard
- Maimil, regia di Aktan Abdykalykov (Francia/Kirghizistan/Giappone)
- La libertad, regia di Lisandro Alonso (Argentina)
- Domani, regia di Francesca Archibugi (Italia)
- Clément, regia di Emmanuelle Bercot (Francia)
- Ganhar a Vida, regia di João Canijo (Portogallo/Francia)
- Amour d'enfance, regia di Yves Caumon (Francia)
- Le parole di mio padre, regia di Francesca Comencini (Italia)
- Carrement à l'ouest, regia di Jacques Doillon (Francia)
- Il nostro Natale ('R Xmas), regia di Abel Ferrara (USA)
- No Such Thing, regia di Hal Hartley (USA)
- Lovely Rita, regia di Jessica Hausner (Austria)
- Aruku-Hito, regia di Kobayashi Masahiro (Giappone)
- Matrimonio tardivo (Hatuna Mehuheret), regia di Dover Kosashvili (Israele/Francia)
- Atanarjuat - The Fast Runner, regia di Zacharias Kunuk (Canada)
- Kairo, regia di Kiyoshi Kurosawa (Giappone)
- Lan Yu, regia di Stanley Kwan (Hong Kong)
- Anniversary Party (The Anniversary Party), regia di Jennifer Jason Leigh e Alan Cumming (USA)
- Pattiyude Divasam, regia di Murali Nair (India)
- Jol, regia di Därejan Ömırbaev (Kazakistan/Francia/Giappone)
- Le lacrime della Tigre Nera (Fathalaichon), regia di Wisit Satsanathiang (Thailandia)
- Hijack Stories, regia di Oliver Schmitz (Germania/Gran Bretagna/Sudafrica/Francia)
- Storytelling, regia di Todd Solondz (USA)
- H Story, regia di Suwa Nobuhiro (Giappone)
- Ty Da Ia Da My S Tobo, regia di Aleksandr Veledinsky (Russia)

## Settimana internazionale della critica
- Le Pornographe, regia di Bertrand Bonello (Francia/Canada)
- Bolivia, regia di Adrián Caetano (Argentina)
- La femme qui boit, regia di Bernard Émond (Canada)
- Almost Blue, regia di Alex Infascelli (Italia)
- Unloved, regia di Kunitoshi Manda (Giappone)
- Zir-e noor-e maah, regia di Seyyed Reza Mir-Karimi (Iran)
- Efimeri Poli, regia di Giorgos Zafiris (Grecia)

## Quinzaine des Réalisateurs
- Made in the USA, regia di Sólveig Anspach e Cindy Babski (Francia/Belgio)
- Un posto sulla terra (Mesto na zemle), regia di Artur Aristakisjan (Russia)
- Pauline & Paulette, regia di Lieven Debrauwer (Belgio/Francia/Paesi Bassi)
- I nostri anni, regia di Daniele Gaglianone (Italia)
- Jeunesse dorée, regia di Zaïda Ghorab-Volta (Francia)
- Fatma, regia di Khaled Ghorbal (Tunisia/Francia)
- Hush!, regia di Hashiguchi Ryosuke (Giappone)
- Chelsea Walls, regia di Ethan Hawke (USA)
- Big Bad Love, regia di Arliss Howard (USA)
- Ming dai ahui zhu, regia di Hsiao Ya-chuan (Taiwan)
- La trace de Moloktchon, regia di Louis Jammes (Francia)
- Rain, regia di Christine Jeffs (Nuova Zelanda)
- Queenie in Love, regia di Amos Kollek (Francia/USA)
- Boli shaonu, regia di Lai Miu-suet (Hong Kong)
- La traversée, regia di Sébastien Lifshitz (Francia)
- Ceci est mon corps, regia di Rodolphe Marconi (Francia)
- Marfa si Banii, regia di Cristi Puiu (Romania)
- I segreti del lago (The Deep End), regia di David Siegel e Scott McGehee (USA)
- Operai, contadini, regia di Straub e Huillet (Italia/Francia)
- Martha... Martha, regia di Sandrine Veysset (Francia)
- Anyangde guer, regia di Chao Wang (Cina)
- Slogans, regia di Gjergj Xhuvani (Francia/Albania)

## Giurie

### Concorso
- Liv Ullmann, regista (Norvegia) - presidente
- Mimmo Calopresti, regista (Italia)
- Charlotte Gainsbourg, attrice (Francia)
- Terry Gilliam, regista (USA)
- Mathieu Kassovitz, regista (Francia)
- Sandrine Kiberlain, attrice (Francia)
- Philippe Labro (Francia)
- Julia Ormond, attrice (Gran Bretagna)
- Moufida Tlatli, regista (Tunisia)
- Edward Yang, regista (Taiwan)

### Un Certain Regard
- Ariane Ascaride, attrice (Francia) - presidente
- Virginie Apiou, critico
- François-Guillaume Lorrain, critico
- Florence Malraux
- Thomas Sotinel, critico

### Camera d'or
- Maria de Medeiros, attrice (Portogallo) - presidente
- Loic Barbier (Francia)
- Steve Della Casa, critico (Italia)
- Sophie Denize (Francia)
- Franck Garbarz, critico (Francia)
- Mercedes Goiz, critico (Spagna)
- Dominique Le Rigoleur, direttore della fotografia (Francia)
- Claire Simon, regista (Francia)

## Palmarès

### Concorso
- Palma d'oro: La stanza del figlio, regia di Nanni Moretti (Italia)
- Grand Prix Speciale della Giuria: La pianista (La pianiste), regia di Michael Haneke (Germania/Polonia/Francia/Austria)
- Prix d'interprétation féminine: Isabelle Huppert - La pianista (La pianiste), regia di Michael Haneke (Germania/Polonia/Francia/Austria)
- Prix d'interprétation masculine: Benoît Magimel - La pianista (La pianiste), regia di Michael Haneke (Germania/Polonia/Francia/Austria)
- Prix de la mise en scène: Joel Coen - L'uomo che non c'era (The Man Who Wasn't There) (USA) ex aequo David Lynch - Mulholland Drive (Francia/USA)
- Prix du scénario: Danis Tanović - No Man's Land (Ničija zemlja), regia di Danis Tanović (Bosnia ed Erzegovina/Slovenia/Italia/Francia/Gran Bretagna/Belgio)
- Grand Prix tecnico: Tu Duu-Chih - Che ora è laggiù? (Ni nei pien chi tien), regia di Tsai Ming-liang (Taiwan/Francia) e Millennium Mambo, regia di Hou Hsiao-hsien (Taiwan)

### Un Certain Regard
Premio Un Certain Regard: Amour d'enfance, regia di Yves Caumon (Francia)

### Settimana internazionale della critica
- Grand Prix Semaine de la Critique: Zir-e noor-e maah, regia di Seyyed Reza Mir-Karimi (Iran)
- Prix de la (Toute) Jeune Critique: Bolivia, regia di Adrián Caetano (Argentina)

### Altri premi
- Caméra d'or per la migliore opera prima: Atanarjuat - The Fast Runner, regia di Zacharias Kunuk (Canada)
- Premi FIPRESCI
  - Concorso: La stanza del figlio, regia di Nanni Moretti (Italia)
  - Un Certain Regard: Kairo, regia di Kiyoshi Kurosawa (Giappone)
  - Quinzaine des Réalisateurs / Semaine Internationale de la Critique: Martha... Martha, regia di Sandrine Veysset (Francia) ex aequo Le Pornographe, regia di Bertrand Bonello (Francia/Canada)
- Premio della giuria ecumenica: Viaggio a Kandahar (Safar e Ghandehar), regia di Mohsen Makhmalbaf (Iran/Francia)
  - Menzione speciale della giuria ecumenica: Pauline & Paulette, regia di Lieven Debrauwer (Belgio/Francia/Paesi Bassi)
- Premio dei giovani (Prix de la jeunesse)
  - Film straniero: Slogans, regia di Gjergj Xhuvani (Francia/Albania)
  - Film francese: Clément, regia di Emmanuelle Bercot (Francia)